# Joseph Nicolas Nicollet

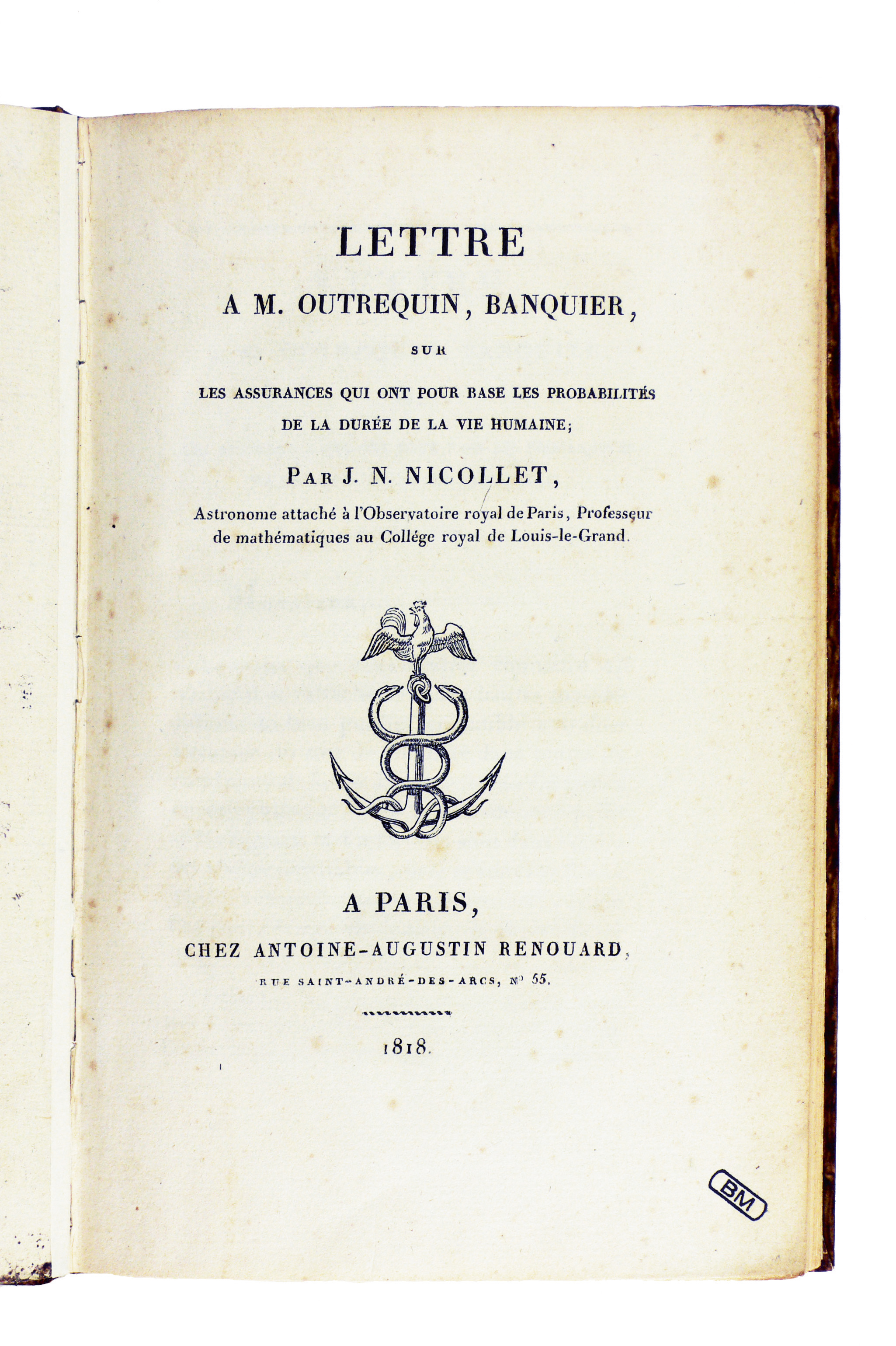
Lettre sur les assurances, 1818 (Fondazione Mansutti, Milano).

Joseph Nicolas Nicollet (Cluses, 1786 – Washington, 1843) è stato un esploratore e matematico francese.

## Biografia
Docente di astronomia a Parigi dal 1817 al 1831, fu geometra aggiunto al Bureau des longitudes, divenne primo attuario della Royale Vie nel 1830, poi della Compagnie d'Assurances Générales, alla quale era stato presentato dal consigliere di amministrazione della società e destinatario della lettera del 1818, in cui Nicollet analizza il sistema delle assicurazioni vita spiegandone i vantaggi per le compagnie mutue rispetto al premio fisso. Nel 1832 emigrò negli USA. Nel 1836 esplorò le sorgenti del Mississippi e nel 1838 quelle del Missouri. Nel 1843, poco prima di morire, pubblicò una dettagliata cartina del bacino del Mississippi.
Nel 1991 è stato realizzato un monumento in suo onore, la Nicollet Tower, a Sisseton nello stato del Dakota del Sud.
Un cratere lunare porta il suo nome.